# نابابورن تونجسالي
نابابورن تونجسالي (بالتايلندية: นภาพร ตงสาลี) مواليد 21 أكتوبر 1979 في بانكوك، هي لاعبة كرة مضرب تايلندية سابقة بدأت مسيرتها كمحترفة سنة 2000 وكانت تلعب باليد اليمنى، اعتزلت اللعب في 2013. أعلى تصنيف لها في الفردي كان المركز الـ 226 في سنة 2006. أعلى تصنيف لها في الزوجي كان المركز الـ 194 في سنة 2006.

## روابط خارجية
- نابابورن تونجسالي على موقع رابطة محترفات التنس (الإنجليزية)
- نابابورن تونجسالي على موقع الاتحاد الدولي لكرة المضرب (الإنجليزية)
- نابابورن تونجسالي على موقع كأس بيلي جين كينغ (الإنجليزية)
- نابابورن تونجسالي على موقع خلاصة التنس.كوم (الإنجليزية)